# 大貝爾城
大貝爾城是位於美國加利福尼亞州聖貝納迪諾縣的一個人口普查指定地區。

## 地理
該地的座標為35°15′40″N 116°50′42″W / 35.26111°N 116.84500°W，而該地最高點為海拔高度2064米（即6772英尺）。

## 人口
根據2010年美國人口普查的數據，該地的總面積為82.80平方千米，當中陸地面積為82.76平方千米，而水域面積為0.04平方千米。當地共有人口34109人，而人口密度為每平方千米411人。